# یمیشچان
یمیشچان (به ارمنی: Yemişcan) یک منطقهٔ مسکونی در جمهوری آرتساخ است که در استان مارتونی واقع شده‌است.